# Ås kyrka, Jämtland
Ås kyrka är en kyrkobyggnad som tillhör Ås församling i Härnösands stift som uppfördes 1875-77 av byggmästaren Pehr Norin från Trönö efter ritningar från 1854 av arkitekten Edvard von Rothstein. Kyrkan ersatte en medeltida några tiotal meter åt sydost.

## Interiör
Väggarna pryds av marmorerade lisener.
Restaurering genomfördes 1929 då bänkinredningen förnyades och en läktare byggdes, under vilka sakristia var inrymt.

### Orgel
1882 byggde E. A. Setterquist & Son i Örebro, en orgel med 12 stämmor och två manualer. Den invigdes onsdagen 13 september 1882.

## Medeltida kyrka
Troligen uppförd på 1200-talet som en av de första i Storsjöbygden. Stigporten (ingången till kyrkogården) är bevarad.
Ås medeltida kyrka revs i mitten av 1870-talet och fotograferades dagarna innan av fotografen Anders Olsson. Vid kyrkan stod en klockstapel av ovanlig konstruktion. 

## Kyrkogård
Det ursprungliga gravskicket är traditionella gravplatser som täcker större delen av kyrkogården, närmast kyrkan med äldre familjegravar. Urnplatser finns i sydöstra hörnet. En minneslund finns uppförd i den nyare östra delen av kyrkogården med en intill liggande askgravplats (uppförd 2016).

## Kända begravda personer
- Nils Olof Olsson (1868-1943), liberal riksdagsman.
- Torsten Bergström (1896-1948), skådespelare och regissör.
- Jan Liljeqvist (1932-2003), konstnär.